# Étienne Ghys
Étienne Ghys (29 de dezembro de 1954) é um matemático francês, que trabalha com geometria e sistemas dinâmicos.
É co-autor do filme de computação gráfica Dimensions: A walk through mathematics!
Foi palestrante do Congresso Internacional de Matemáticos em Quioto (1990: Le cercle a l´infini des surfaces a courbure negative), Madrid (2006) e Seul (2014: The internet and the popularization of mathematics).

## Publicações selecionadas
- Le cercle à l'infini des surfaces à courbure négative. International Congress of Mathematicians, Vol. I, II (Kyōto, 1990), 501–509, Math. Soc. Japan, Tokyo, 1991.
- com J. Barge: Cocycles d'Euler et de Maslov. Math. Ann. 294 (1992), no. 2, 235–265.
- Topologie des feuilles génériques. Ann. of Math. (2) 141 (1995), no. 2, 387–422.
- Actions de réseaux sur le cercle. Invent. Math. 137 (1999), no. 1, 199–231.
- Laminations par surfaces de Riemann. Dynamique et géométrie complexes (Lyon, 1997), 49–95, Panor. Synthèses, 8, Soc. Math. France, Paris, 1999.
- Groups acting on the circle. Enseign. Math. (2) 47 (2001), no. 3–4, 329–407.
- Knots and dynamics. International Congress of Mathematicians. Vol. I, 247–277, Eur. Math. Soc., Zürich, 2007.